# Model TLK

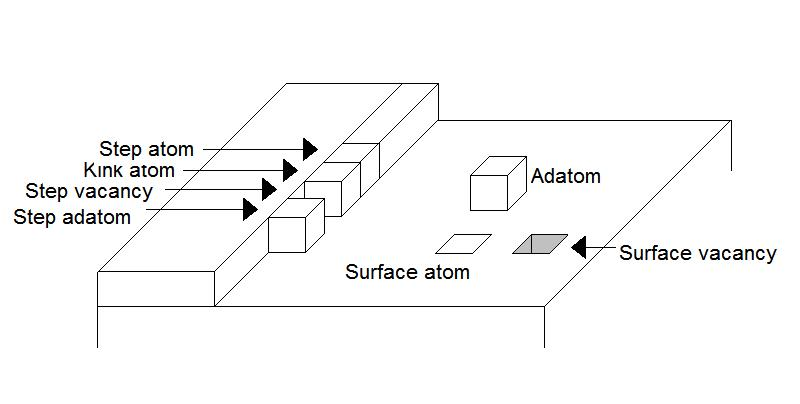
Figura 1: Els noms de les diferents posicions atòmiques en el model TLK. Aquesta representació gràfica és per a una xarxa cúbica simple.

En química, el model Terrace Ledge Kink (TLK), que també es coneix com el model Terrace Step Kink (TSK), descriu la termodinàmica de la formació i transformació de la superfície del cristall, així com l'energia de la formació de defectes superficials. Es basa en la idea que l'energia de la posició d'un àtom en una superfície de cristall està determinada per la seva unió amb àtoms veïns i que les transicions impliquen simplement el recompte d'enllaços trencats i formats. El model TLK es pot aplicar a temes científics de la superfície com ara el creixement de cristalls, la difusió superficial, la rugositat i la vaporització.

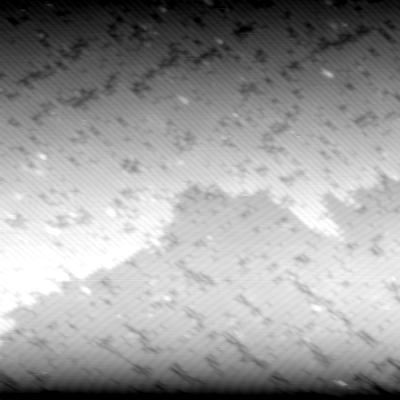
Figura 2: una imatge de microscopi de túnel d'escaneig d'una superfície neta de silici (100) que mostra una vora de pas així com moltes superfícies vacants. Molts llocs de retorçament són visibles al llarg de la vora de la terrassa. Les files visibles són files dimers en una reconstrucció de 2x1.

## Història
S'acredita que el model TLK es va originar a partir d'articles publicats a la dècada de 1920 pel químic alemany Walther Kossel i el químic búlgar IN Stranski

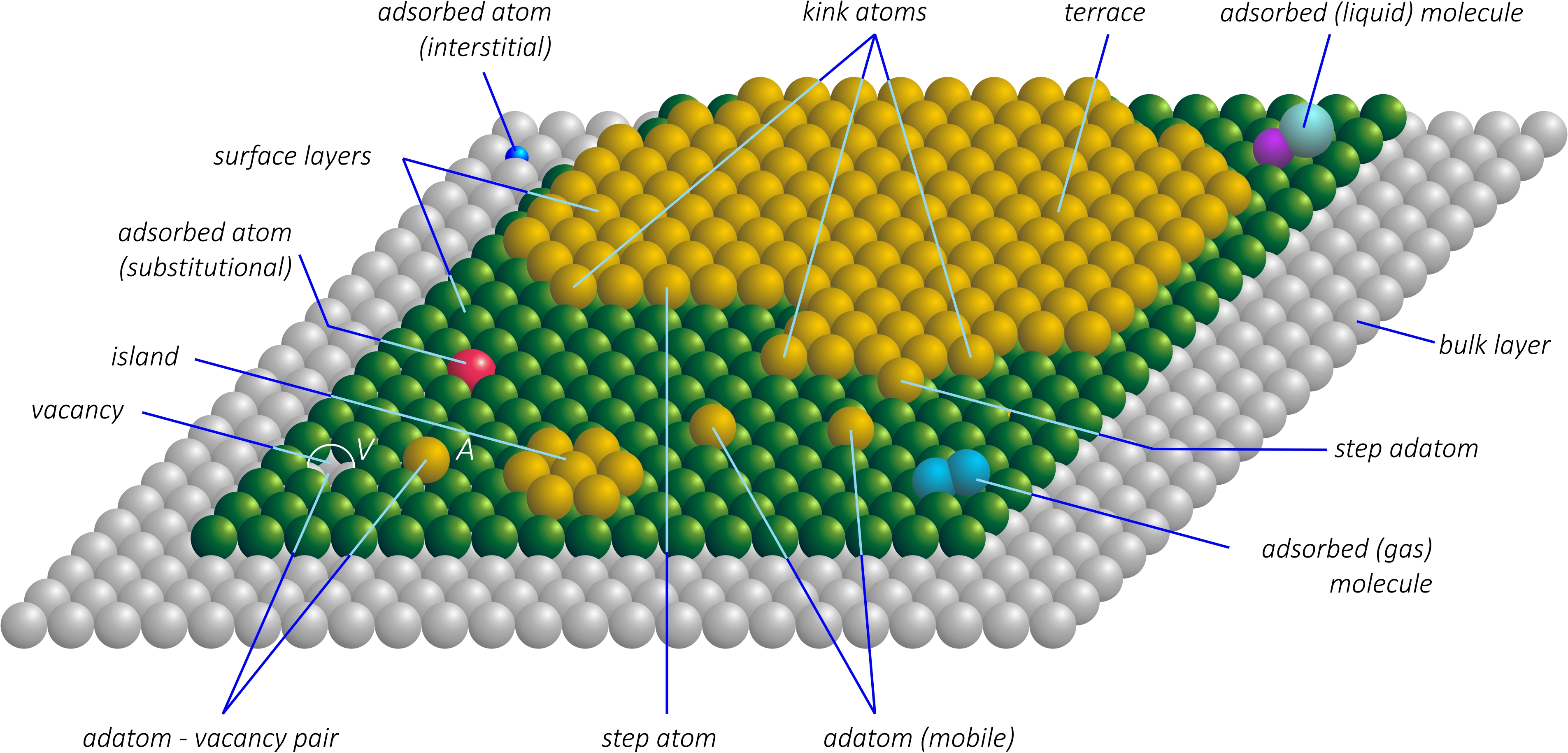
Figura 3: Representació del model de bola d'una superfície de cristall real (atòmicament rugosa) amb esglaons, torçades, àtoms i buits en un material cristal·lí ben empaquetat. També s'il·lustren molècules adsorbides, àtoms substitucionals i intersticials.

## Definicions
Depenent de la posició d'un àtom sobre una superfície, es pot denominar amb un dels diversos noms. La figura 1 il·lustra els noms de les posicions atòmiques i els defectes puntuals d'una superfície per a una xarxa cúbica simple.
La figura 2 mostra una imatge topogràfica de microscòpia de túnel d'escaneig d'una vora de pas que mostra moltes de les característiques de la figura 1.
La figura 3 mostra una superfície de cristall amb esglaons, torçades, àtoms i vacants en un material cristal·lí ben empaquetat, que s'assembla a la superfície que es mostra a la figura 2.

## Termodinàmica
L'energia necessària per eliminar un àtom de la superfície depèn del nombre d'enllaços amb altres àtoms de la superfície que s'han de trencar. Per a una xarxa cúbica simple en aquest model, cada àtom es tracta com un cub i l'enllaç es produeix a cada cara, donant un nombre de coordinació de 6 veïns més propers. Els segons veïns més propers en aquest model cúbic són els que comparteixen una vora i els tercers més propers són els que comparteixen cantonades. El nombre de veïns, els segons veïns més propers i els tercers veïns més propers per a cadascuna de les diferents posicions dels àtoms es mostren a la taula 1.
Taula 1: Nombre de veïns per a diverses posicions atòmiques per a una xarxa cúbica
| Àtom               | Veïns més propers | Segons veïns més propers | Tercers veïns més propers |
| ------------------ | ----------------- | ------------------------ | ------------------------- |
| Adatom             | 1                 | 4                        | 4                         |
| Pas adaptat        | 2                 | 6                        | 4                         |
| Àtom retorçat      | 3                 | 6                        | 4                         |
| Àtom de pas        | 4                 | 6                        | 4                         |
| Àtom de superfície | 5                 | 8                        | 4                         |
| Àtom a granel      | 6                 | 12                       | 8                         |